# Денежная система
Денежная система — сложившееся исторически и закрепленное законодательством устройство денежного обращения в стране. Денежная система определяет денежный знак, имеющий хождение в данном государстве.

## Виды денежных систем
Различают два типа денежных систем: системы металлического обращения и системы обращения денежных знаков, когда золото и серебро вытеснены из обращения неразменными на них кредитными и бумажными деньгами.
Системы металлического денежного обращения, в свою очередь, делятся на биметаллические и монометаллические системы.
Биметаллические — это денежные системы, при которых государство законодательно закрепляет роль всеобщего эквивалента (то есть денег) за двумя благородными металлами — золотом и серебром. При этом осуществляется свободная чеканка монет из этих металлов и их неограниченное обращение.
При монометаллизме всеобщим эквивалентом служит один денежный металл (как правило, один из трёх — золото, серебро или медь). Одновременно в денежном обращении функционируют другие денежные знаки: банкноты, казначейские билеты, разменная монета. Эти денежные знаки свободно обмениваются на основной денежный металл (золото, серебро или медь).
Наибольшее распространение в мире получил золотой монометаллизм. Различается три вида золотого монометаллизма: золотомонетный, золотослитковый и золотодевизный стандарты.

## История развития
Формирование денежной системы относится к XVI—XVII векам, но некоторые её элементы появились и ранее. В дальнейшем, с развитием товарно денежных отношений, денежная система существенно видоизменялась. На раннем этапе развития капитализма в большинстве стран мира господствовал биметаллизм. В связи с рыночными колебаниями цен на драгоценные металлы, в частности из-за удешевления производства серебра в конце XIX века, серебряные монеты стали вытеснять золотые (Закон Грешема: «Худшие деньги вытесняют из обращения лучшие»). В 1865 году Франция, Бельгия, Швейцария и Италия создали Латинский валютный союз; в этом соглашении устанавливалось соотношения между золотыми и серебряными монетами (1:15,5). Латинский валютный союз был первой в истории попыткой межгосударственного регулирования денежной системы. В дальнейшем, в целях обеспечения устойчивых денег, на смену биметаллизму пришёл монометаллизм.
При золотомонетном монометаллизме (существовавшем в России до 1914 года) цены товаров исчисляются в золоте, во внутреннем обращении страны функционируют полноценные золотые монеты, золото выполняет все функции денег. Производится свободная чеканка золотых монет; все денежные знаки (банкноты, разменные монеты) свободно обмениваются на золото; допускается свободный вывоз и ввоз золота и функционирование свободных рынков золота.
После Первой мировой войны вместо золотомонетного монометаллизма были установлены золотослитковый и золотовалютный (золотодевизный) виды монометаллизма.
При золотослитковом стандарте обмен банкнот и других денег осуществляется только на слитки весом 12,5 кг; при золотодевизном — обмен банкнот и других денег стал проводиться на валюту девизов стран, где разрешался обмен на золотые слитки.
После 1929—1933 гг. были ликвидированы все формы золотого монометаллизма.
После Второй мировой войны на конференции в Бреттон-Вудсе (США) в 1944 году была оформлена так называемая Бреттон-Вудская денежная система, характеризующаяся следующими чертами: золото вытесняется из свободного оборота и выступает лишь средством окончательного расчета между странами; наряду с золотом международным средством и резервной валютой выступают доллар (США) и фунт стерлингов (Великобритания); на золото обмениваются только резервные валюты по установленному соотношению, а также на свободных золотых рынках; межгосударственное регулирование валютных отношений осуществляется МВФ (Международным валютным фондом). Бреттон-Вудская денежная система представляла собой систему международного золотодевизного монометаллизма на основе доллара.
В 70-е гг. XX в. в связи с сокращением золотых запасов в США эта система потерпела крах. В 1976 г. на смену Бреттон-Вудской денежной системе пришла Ямайская денежная система, оформленная Соглашением стран — членов МВФ (о. Ямайка) в 1976 г. и ратифицированная странами — членами МВФ в 1978 г.
Согласно Ямайской валютной системе мировыми деньгами были объявлены специальные права заимствования (СДР), которые стали международной денежной единицей. При этом доллар сохранил важное место в международных расчетах и валютных резервах других стран. Кроме того, юридически была завершена демонетизация золота, то есть утрата золотом денежных функций. В то же время золото остается резервом государства, оно необходимо для приобретения валюты других стран.
В настоящее время ни в одной стране нет металлического обращения; основными видами денежных знаков являются кредитные банковские билеты (банкноты), государственные деньги (казначейские билеты) и разменная монета.

## Денежная система в России
Официальной денежной единицей России является рубль. Официальный курс рубля к иностранным денежным валютам определяется Центральным банком исходя из биржевых котировок и публикуется в печати.
На территории России функционируют наличные деньги (банкноты и монеты) и безналичные деньги (в виде средств на счетах в кредитных учреждениях). Исключительным правом эмиссии наличных денег, организации их обращения и изъятия на территории России обладает Банк России.